# WinMerge
WinMerge ist eine freie Software für Windows zum Vergleichen von Dateien und Verzeichnissen, um beispielsweise den Programmcode von verschiedenen Versionen zusammenzuführen (englisch to merge). Unterschiede werden farblich hervorgehoben, und Dateien lassen sich in der Vergleichsansicht ändern, verschieben oder löschen. Man kann Binärdateien ausblenden, Sicherheitskopien von geänderten Dateien anlegen und weiteres.

## Funktionen von WinMerge
Verglichen mit anderen Tools dieser Kategorie bietet WinMerge einige Zusatzfunktionen:
- Unterstützung von 7-Zip zum Vergleichen gepackter Archive
- Integration in das Kontextmenü vom Windows-Explorer
- Integration in das SVN-Werkzeug TortoiseSVN
- automatische Erstellung von Patchdateien
- Syntax-Hervorhebung von z. B. Pascal, C